# حسین فلسفی
حسین فلسفی (تهران۱۳۹۴- گرگان۱٢٩٨) حقوق دان، دادستان تهران و گرگان، رئیس شعب دیوان عالی کشور و نماینده مردم گرگان در بیستمین دوره مجلس شورای ملی بود.

## تحصیلات و خانواده
حسین فلسفی از خاندان فلسفی گرگان بود و پدر و اجداد وی در گرگان به عنوان حکیم شناخته می‌شدند و برادرش خلیل فلسفی متخصص ریه و نماینده دوره‌های ۱۴-۱۵-۱۷ مجلس شورای ملی از گرگان بود.
وی در سال ١٢٩٨ در گرگان به دنیا آمد تحصیلات ابتدایی و دوره اول متوسطه را در گرگان گذراند. سپس به تهران رفته و دیپلم دبیرستان را از مدرسه بازرگانی تهران گرفت او برای تحصیلات دانشگاه وارد دانشکده حقوق و علوم سیاسی دانشگاه تهران شد. وی همچنین پس از موفقیت در کنکور دوره دکتری اقتصاد موفق به اخذ مدرک دکتری در این رشته گردید.

## مشاغل اداری
فلسفی ابتدا در وزارت مالیه و سپس در دادگستری شروع به فعالیت کرد در ابتدا به گرگان رفت و در اواسط دهه بیست دادستان گرگان شد. سپس به تهران آمده و مدتی نیز دادستان تهران بود. او در دوره بیستم مجلس شورای ملی از سوی مردم گرگان به سمت نماینده مجلس شورای ملی انتخاب شد.
حسین فلسفی از اواسط دهه ۴۰ وارد دیوانعالی شده و در پست‌هایی مانند مستشاری، ریاست شعبه ۱۲ دیوانعالی کشور فعالیت کرد وی پس از انقلاب ۱۳۵۷ بازنشسته شد.